# Колонійська митрополія
Колонійська митрополія (грец. Μητρόπολη Κολωνείας) — історична митрополія Константинопольської православної церкви на території Туреччини. Єпархіальний центр — Шебінкарахісар.
Митрополія охоплює частини провінцій Гіресун і Сівас. Межує на північному заході, заході і південному заході з Неокесарійською митрополією, на північному сході і сході — з Халдійською, Херіанською і Керасунтською митрополією, на півдні — з Феодосіопольською митрополією Антіохійської церкви.
Утворена у XVIII ст. як Нікопольська єпархія у складі Неокесарійської митрополії. 10 (22) січня 1889 року перетворена на митрополію. Проте в Константинопольській православній церкві вже існувала Нікопольська і Превезька митрополія, тому задля уникнення збігу назв митрополію перейменували на Колонійську за містом Колонія (грец. Κολώνεια) — сучасний Коюлхісар у провінції Сівас. При цьому єпархіальний центр лишився в місті Нікополі (грец. Νικόπολη) — сучасний Шебінкарахісар у провінції Гіресун. Християнське населення цієї території було виселене в 1923 році. Нині на території митрополії православних парафій немає.
Правлячий архієрей має титул митрополит Колонійський, іпертим і екзарх Верхнього Понту. З 2003 року кафедра є вакантною.

## Очільники єпархії
- Дорофей I (1889—1894)
- Леонтій (Хутуріотіс) (1894—1899)
- Полікарп (Псоміадіс) (1899—1911)
- Софроній (Ністопулос) (1911—1917)
- Дорофей II (Христідіс) (1917—1919)
- Гавриїл (Преметідіс) (1967—2003)